# Xanthorrhoea bracteata
Xanthorrhoea bracteata är en grästrädsväxtart som beskrevs av Robert Brown. Xanthorrhoea bracteata ingår i släktet Xanthorrhoea och familjen grästrädsväxter. Inga underarter finns listade i Catalogue of Life.